# Südostasienspiele 2011
Die 26. Südostasienspiele fanden vom 11. bis zum 22. November 2011 in Palembang und in Jakarta in Indonesien statt.

## Organisation
Indonesien war bereits zum vierten Mal Gastgeber der Südostasienspiele. Parallel dazu begannen die 6. ASEAN ParaGames für körperlich behinderte Sportler, die 2 Wochen nach den SOA - Spielen in Surakarta endeten. In Palembang, der Hauptstadt von Süd-Sumatra wurde zum Hauptaustragungsort der Spiele mit insgesamt 296 Veranstaltungen, während in der Hauptstadt Jakarta 266 Veranstaltungen stattfanden. Palembang war auch Gastgeber der Eröffnungs- und Schlussfeier.

## Teilnehmer
Es nahmen insgesamt 11 Länder teil (Teilnehmerzahl soweit bekannt in Klammern): Brunei, Kambodscha (163), Indonesien (1059), Laos, Malaysia (608), Myanmar (477), Philippinen (512), Singapur (417), Thailand (882), Osttimor (93) und Vietnam (608).

## Sportarten
- Badminton (Details)
- Basketball
- Beachvolleyball
- Billard (Details)
- Bogenschießen
- Boxen
- Bowling
- Bridge
- Drachenboot
- Fechten
- Flossenschwimmen
- Fußball
- Gewichtheben
- Golf
- Judo
- Karate
- Kanu
- Kempō
- Leichtathletik
- Muay Thai
- Paragliding
- Pencak Silat
- Pétanque
- Radsport
- Reiten
- Ringen
- Rollschuhsport
- Schach
- Schießen
- Schwimmsport
- Segeln
- Sepak Takraw
- Softball
- Taekwondo
- Tennis
- Tischtennis
- Volleyball
- Vovinam
- Wasserski
- Wushu

## Medaillenspiegel
Insgesamt wurden 1807 Medaillen vergeben, davon 554 Gold-, 549 Silber- und 704 Bronzemedaillen.
| Platz  | Land        | Gold | Silber | Bronze | Gesamt |
| ------ | ----------- | ---- | ------ | ------ | ------ |
| 1      | Indonesien  | 182  | 151    | 143    | 476    |
| 2      | Thailand    | 109  | 100    | 120    | 329    |
| 3      | Vietnam     | 96   | 92     | 100    | 288    |
| 4      | Malaysia    | 59   | 50     | 81     | 190    |
| 5      | Singapur    | 42   | 45     | 73     | 160    |
| 6      | Philippinen | 36   | 56     | 77     | 169    |
| 7      | Myanmar     | 16   | 27     | 37     | 80     |
| 8      | Laos        | 9    | 12     | 36     | 57     |
| 9      | Kambodscha  | 4    | 11     | 24     | 39     |
| 10     | Osttimor    | 1    | 1      | 6      | 8      |
| 11     | Brunei      | 0    | 4      | 7      | 11     |
| Gesamt | Gesamt      | 554  | 549    | 704    | 1807   |